# Étienne Maurice Gérard
El Conde Étienne Maurice Gérard (Damvillers, 4 de abril de 1773 - París, 17 de abril de 1852) fue un militar y político francés. Ocupó el cargo de Primer ministro de Francia  entre el 18 de julio de 1834 hasta el 10 de noviembre de 1834.

## Trayectoria
Gérard estuvo de voluntario nacional durante la revolución bajo órdenes de los generales Dumouriez y Jourdan y luchó en 1794 en la Armada Revolucionaria Francesa en Fleurus, se convirtió en capitán y ayudante de Bernadotte y sirvió a sus órdenes en el Rin e  Italia. Tras la Paz de Campo Formio, acompañó a Bernadotte a Viena en 1798 y luego participaría en la última campaña en Vendée y como coronel en la batalla de Austerlitz. Como general de brigada, participó en la campaña de 1806,  se distinguió como jefe de Estado Mayor del 9.º Cuerpo de Ejército al mando de Bernadotte en la batalla de Wagram.
En 1810, no quiso seguir a Bernadotte en Suecia y fue enviado a la Guerra de la Independencia Española durante la Batalla de Fuentes de Oñoro. Estuvo en Portugal con el general Drouet d'Erlon y regresó a la Gran Armada en 1812, donde enseguida lo enviaron a Italia como comandante de la 10.ª brigada de caballería ligera.
Durante la Invasión napoleónica de Rusia, ayudó a tomar Smolensk, dirigió la división del general caído Gudin en la Batalla de Valutino y cubrió el cruce del Berézina con una división de Michel Ney.  En 1813, estuvo al mando de una división del 11.º Cuerpo de Ejército al mando de Jacques MacDonald en la batalla de Bautzen.
Gravemente herido en la batalla de Leipzig, asumió el mando del cuerpo de la reserva en París. Más tarde comandó el franco derecho en la batalla de La Rothière. Tras la  primera Restauración borbónica, Luis XVIII le otorgó la Gran Cruz de la Legión de Honor y la Orden de San Luis.
Durante los Cien Días, estuvo a cargo de la división de Hamburgo y  Napoleón lo nombró Par de Francia. Destacó por su gestión durante la Batalla de Ligny e instó sin éxito a Grouchy a intervenir en la batalla de Waterloo. Más tarde, tomó parte en la batalla de Wavre y se retiró un tiempo en Bruselas tras la caída de Napoleón.
Regresó a Francia en 1817.
Elegido diputado a la Cámara en 1822, se unió a la oposición liberal. Tras la Revolución de 1830, Luis Felipe I lo nombró Ministro de Guerra y Mariscal. En octubre de 1830 dimitió, en agosto de 1831 en una campaña de 13 días instó a los holandeses a salir de Bélgica forzando el asedio de Amberes el 24 de diciembre. 
En julio de 1834 fue reelegido como Ministro de Guerra, pero dimitió el 29 de octubre. En 1835 se le concedió la Gran Cruz de la Legión de Honor y en 1838 se convirtió en Comandante en Jefe de la Guardia Nacional, aunque dimitió en 1842 al quedarse ciego.
Se casó con Rosemonde de Valence y su nieta fue la escritora Rosemonde Gérard.
Étienne-Maurice Gérard murió el 17 de abril de 1852 en París y descansa en el cementerio de Villers-Saint-Paul.